# Bajjanahalli, Koratagere
Bajjanahalli là một làng thuộc tehsil Koratagere, huyện Tumkur, bang Karnataka, Ấn Độ.